# G6 (EU)
G6 (Skupina šestih) Evropske unije (EU) je neuradna skupina notranjih ministrstev šestih članic EU: Nemčije, Francije, Španije, Združenega kraljestva, Italije in Poljske. Te države imajo znotraj EU največ prebivalstva in s tem glasov v Svetu Evropske unije. G6 so ustanovili leta 2003 kot G5; ukvarjala naj bi se z imigracijo, terorizmom, ter zakonodajo in javno varnostjo.  Leta 2006 se je skupini pridružila še Poljska, zaradi česar je skupina postala G6.
| G6                  | G6           | G6                      | G6                      | G6              |
| Država              | Prebivalstvo | Delež glasov v Svetu EU | Delež glasov v Svetu EU | Opombe          |
| ------------------- | ------------ | ----------------------- | ----------------------- | --------------- |
| Nemčija             | 83.314.906   | 29                      | 8,4%                    |                 |
| Francija            | 65.027.000   | 29                      | 8,4%                    |                 |
| Združeno kraljestvo | 62.113.205   | 29                      | 8,4%                    |                 |
| Italija             | 60.000.068   | 29                      | 8,4%                    |                 |
| Španija             | 47.016.894   | 27                      | 7,8%                    |                 |
| Poljska             | 38.116.000   | 27                      | 7,8%                    | Pridružena 2006 |
| Skupaj:             | 348,658,527  | 170                     | 49,3%                   |                 |